# II-14
Die II-14 (bulgarisch Републикански път ІІ-14 Republikanski pat II-14, „Republikstraße II-14“) ist eine Hauptstraße (zweiter Ordnung) in Bulgarien.

## Verlauf
Die Straße beginnt an der Straße erster Ordnung I-1 (Europastraße 79) an der Umgehungsstraße von Widin (bulgarisch Видин) und führt von dort nach Südwesten über Bela Rada und Wojniza nach Kula (bulgarisch Кула) mit den Ruinen der römischen Festung Castra Martis. Dort tritt sie in die niedrigen Höhen des Westbalkan ein. Am Wraschka-Tschuka-Pass (353 m; serbisch: Vrška Čuka) erreicht sie die Grenze zu Serbien. Dort setzt sie sich als Magistralni put 36 fort, die über Zaječar (Зајечар) – ab dort als Europastraße 761 – zur Autobahn Autoput A1 bei Paraćin führt.